# Alessandro De Marchi
Alessandro De Marchi (nascido em 19 de maio de 1986) é um ciclista profissional italiano, que atualmente (2015), compete para a equipe BMC Racing Team.

## Carreira
Nascido em San Daniele del Friuli, Del Marchi tem competido como profissional desde o inicio da temporada de 2011. Já participou do Giro d'Italia, Tour de France e a Volta a Espanha. Ingressou no BMC Racing Team em 2015.